# 锡伊-蒂亚尔
锡伊-蒂亚尔（法語：Silly-Tillard，法語發音：[siji tijaʁ]）是法国瓦兹省的一个市镇，属于博韦区。该市镇于1826年由原市镇锡伊（Silly）和蒂亚尔（Tillard）合并而成。

## 地理
锡伊-蒂亚尔（49°19'28"N, 2°9'32"E）面积11.14 平方千米，位于法国上法蘭西大區瓦兹省，该省份为法国北部内陆省份，北起索姆省，西接厄尔省和滨海塞纳省，南至塞纳-马恩省和瓦兹河谷省，东临埃纳省。
与锡伊-蒂亚尔接壤的市镇（或旧市镇、城区）包括：泰勒地区拉布瓦西耶尔、勒库德赖叙泰勒、奥当克莱韦克、诺阿耶、蓬雄、拉德雷讷。
锡伊-蒂亚尔的时区为UTC+01:00、UTC+02:00（夏令时）。

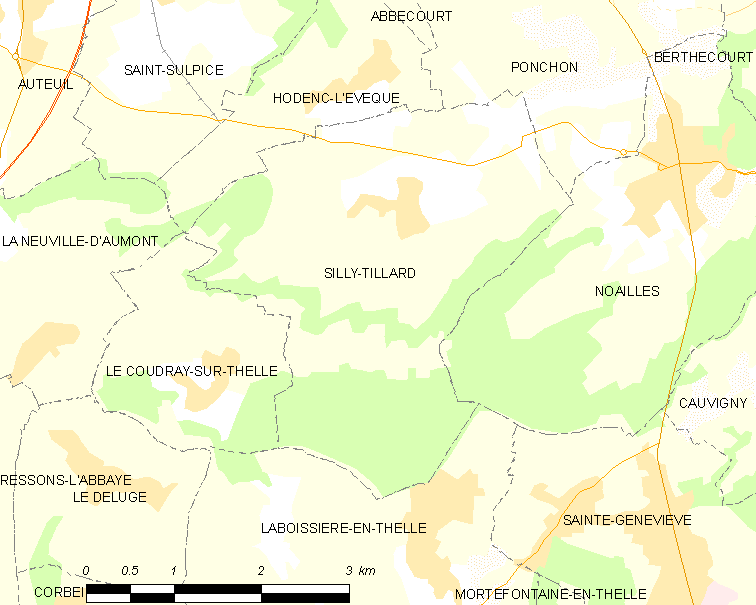
锡伊-蒂亚尔的OSM定位图

## 行政
锡伊-蒂亚尔的邮政编码为60430，INSEE市镇编码为60620。

## 政治
锡伊-蒂亚尔所属的省级选区为韦克桑地区肖蒙县。

## 人口

1962-2008年间锡伊-蒂亚尔人口变化图示

锡伊-蒂亚尔于2022年1月1日时的人口数量为452人。